# Janet Margolin
Janet Margolin (Nueva York, 25 de julio de 1943-Los Ángeles, 17 de diciembre de 1993) fue una versátil actriz ruso-estadounidense de cine y televisión entre los años 60 y 90.

## Carrera cinematográfica y televisión
Janet Margolin era de ascendencia rusa por via paterna.
Sus comienzos en el cine, con tan sólo 20 años, fueron en la película David y Lisa (1962), por la que recibió un Globo de oro como mejor actriz debutante. 
Tuvo una corta pero destacable carrera y debe su fama fundamentalmente a su participación en dos importantes películas del oscarizado director de cine Woody Allen Coge el dinero y corre (1969), donde hace el papel femenino protagonista junto al propio Allen, actor, director y guionista; y Annie Hall (1977).
En el film  Morituri (El saboteador en España) de 1965 tuvo la oportunidad de trabajar junto a actores de la talla de Marlon Brando y Yul Brynner en el convincente papel de una prisionera judía llamada Esther. Ese mismo año trabajó con Steve McQueen en Nevada Smith.
Por su participación en Hija del silencio obtuvo el Premio Mundial del Teatro en 1962 y ese mismo año el Premio a la mejor actriz en el Festival Internacional de cine de Venecia por su papel en David y Lisa.
Trabajó profusamente en televisión (en el año 1990 participó en la serie Columbo, Crimen en Malibú ) y teatro. Su última película en la gran pantalla fue Cazafantasmas 2 (1989).

## Vida personal
Estuvo casada con los actores Jerry Brandt (1968-1971) y Ted Wass (1993 hasta su muerte).
Su talento y belleza indiscutible fueron muy reconocidos por directores como Henry Hathaway, George Stevens y Woody Allen, pero su salud y problemas personales atentaron fuertemente contra su propia vida personal y ascendente carrera ya que posteriormente falleció de cáncer con tan sólo 50 años de edad.